# Бон Ер (Вирџинија)
Бон Ер (енгл. Bon Air) насељено је место без административног статуса у америчкој савезној држави Вирџинија.

## Демографија
По попису из 2010. године број становника је 16.366, што је 153 (0,9%) становника више него 2000. године.
| Група             | 2000.          | 2010.          |
| Белци             | 13.965 (86,1%) | 12.874 (78,7%) |
| Афроамериканци    | 1.366 (8,4%)   | 1.665 (10,2%)  |
| Азијати           | 410 (2,5%)     | 606 (3,7%)     |
| Хиспаноамериканци | 281 (1,7%)     | 897 (5,5%)     |
| Укупно            | 16.213         | 16.366         |